# Сеть авиационной фиксированной электросвязи
Сеть авиационной фиксированной электросвязи (АФТН) (англ. aeronautical fixed telecommunication network, AFTN) — информационная сеть гражданской авиации. Входит в комплекс управления воздушным движением и используется авиапредприятиями (аэропортами, авиакомпаниями, агентствами воздушных сообщений, метеорологическими службами и др.) и органами управления гражданской авиацией для приёма и передачи аэронавигационной и метеорологической информации, планов полётов, оперативной информации о движении ВС и прочей производственной информации. Организована как телеграфная сеть с центрами коммутации сообщений и абонентами сети на основе выделенных телеграфных каналов.

## Передача данных в АФТН
В сети авиационной фиксированной электросвязи обрабатываются следующие категории сообщений:
- сообщения о бедствии;
- срочные сообщения;
- сообщения, касающиеся безопасности полётов;
- метеорологические сообщения;
- сообщения, касающиеся регулярности полётов;
- сообщения службы аэронавигационной информации (САИ);
- авиационные административные сообщения;
- служебные сообщения.